# 판당고 미디어

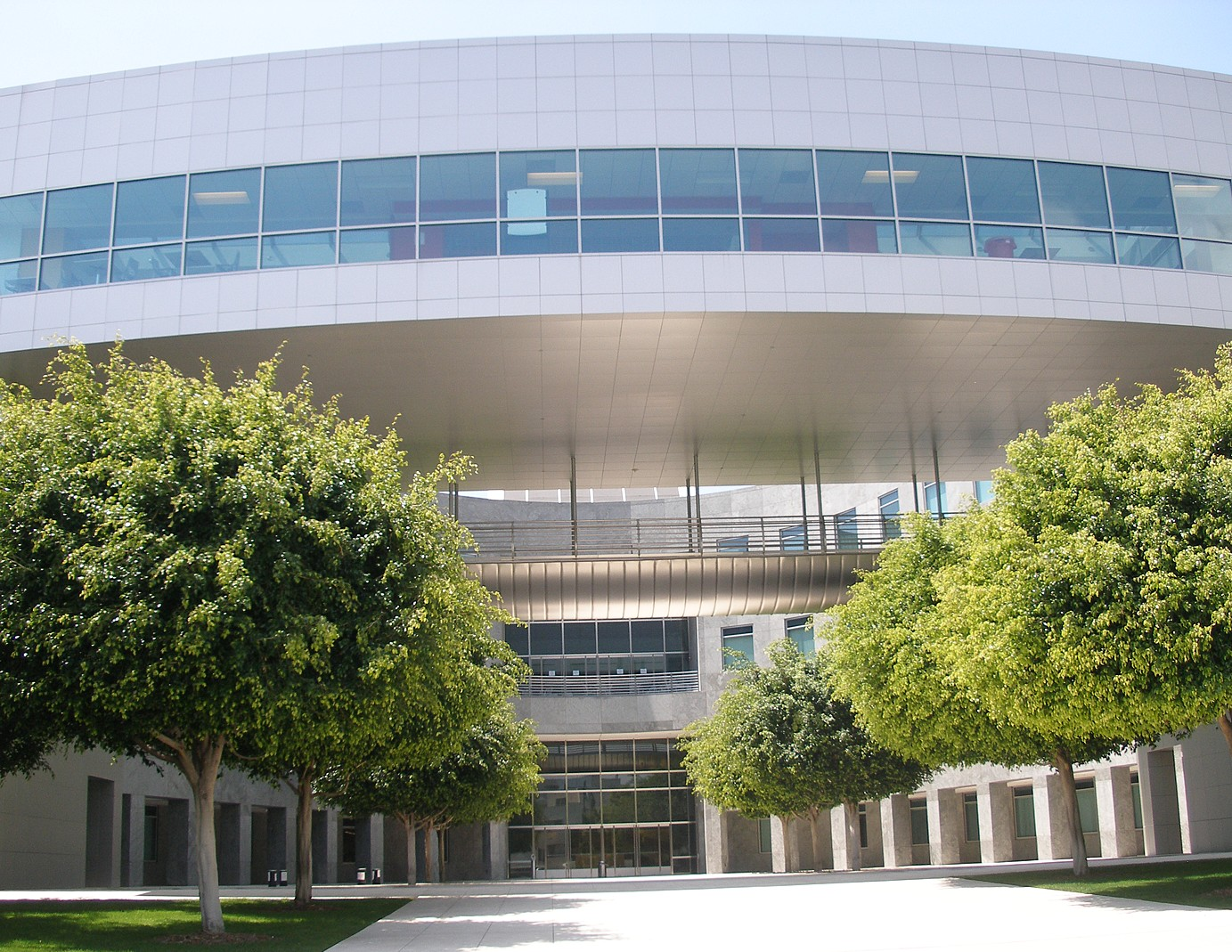

판당고 미디어 LLC(Fandango Media, LLC)는 미국의 발권 회사로, 웹사이트와 모바일 앱을 통해 영화표를 판매하며, 자회사 플릭스터, 로튼 토마토를 통해 텔레비전과 스트리밍 매체 정보 등을 제공한다.

## 서비스
판당고의 웹사이트는 판당고 회원에게 독점 영화 클립, 트레일러, 배우 인터뷰, 사용자 리뷰, 영화 설명, 일부 웹기반 게임을 제공한다.
2015년 3월 5일 현재, 판당고는 회원에게 영화 상영 시작 두 시간 전까지 환불, 또는 다른 영화표로 교환할 수 있는 기능을 제공하고 있다.
판당고의 안드로이드 앱은 2013년 테크랜드가 선정한 최고의 안드로이드 앱 50에 선정되었다.

## 같이 보기
- IMDb
- 로쿠